# Procissão dos diabos
A procissão dos diabos é um cortejo  que tem lugar no dia 24 de Agosto e que celebra o regresso dos “Diabos de Amarante” (um diabo e uma diaba) a Amarante. Esta data está ligada, segundo crença popular, ao dia em que o "diabo anda à solta".
Na segunda metade do século XIX os “Diabos de Amarante”, foram adquiridos por um inglês que os expôs, em 1889, na Feira Internacional de Paris. Depois de diversos esforços diplomáticos os diabos  foram devolvidos e à sua chegada sendo recebidos  em massa pela população local, desde então é feita uma procissão até ao Largo de São Gonçalo.
Os diabos durante as celebrações são transportados em andores, e no cortejo seguem mais de 300 mascarados  de diabos e diabas com trajes vermelhos ou pretos, depois tem lugar o baile dos mafarricos, que termina, à meia-noite, com uma queimada.
O “Diabo” e a “Diaba”, são estátuas em madeira negra talhadas no século XIX. O casal de diabos  existiu até 1809, no Mosteiro de São Gonçalo, e fazia  parte do culto da fertilidade. Foram danificados pelos soldados franceses durante invasões, depois foram queimados e vestidos com roupas sacerdotais roubados ao mosteiro. O “Diabo” foi castrado por ordem do Bispo de Braga.
No dia 24 de agosto a população local acreditava que o diabo andava à solta.